# 金沢自然公園
金沢自然公園（かなざわしぜんこうえん）は、神奈川県横浜市金沢区に位置する横浜市立の都市公園（広域公園）。「かながわの公園50選」に選定されている。

## 概要
園内に動物園があり、釜利谷市民の森や金沢市民の森、氷取沢市民の森に隣接している自然豊かな公園である。

横浜横須賀道路から入れる「高速側駐車場」と一般道に面した「正面口駐車場」があり、正面口駐車場、メインゲート間を「コアラバス」と呼ばれる巡回バスが巡っている。

丘陵地にあるため、眺望がよく、東京湾や八景島シーパラダイスなどが遠望できる。

## 主な施設
- 横浜市立金沢動物園
- ののはな館 - 動植物に関する展示物を観覧できる施設。
  - ののはなカフェ(飲食店)
  - ののはなギフトショップ(売店)
- バーベキュー広場
- にこにこプラザ(メインゲート)
- こども広場 - アスレチック遊具や100m超のローラーすべり台がある広場。
- うきうき林 - 梅やスイセンなどが植栽されている林。
- なんだろ坂 - 様々な樹木が植栽されている林。
- みずの谷 - 日本庭園風の園地。
- しだの谷 - シダや落葉広葉樹などが生える湿地。能見堂緑地から鎌倉市の天園(六国峠)へ至る「六国峠ハイキングコース」が通る[4]。
- 海の見える小径 - 正面口駐車場とにこにこプラザを結ぶ散策路。
- 正面口駐車場
  - 園内巡回バス待合所
- 高速側駐車場

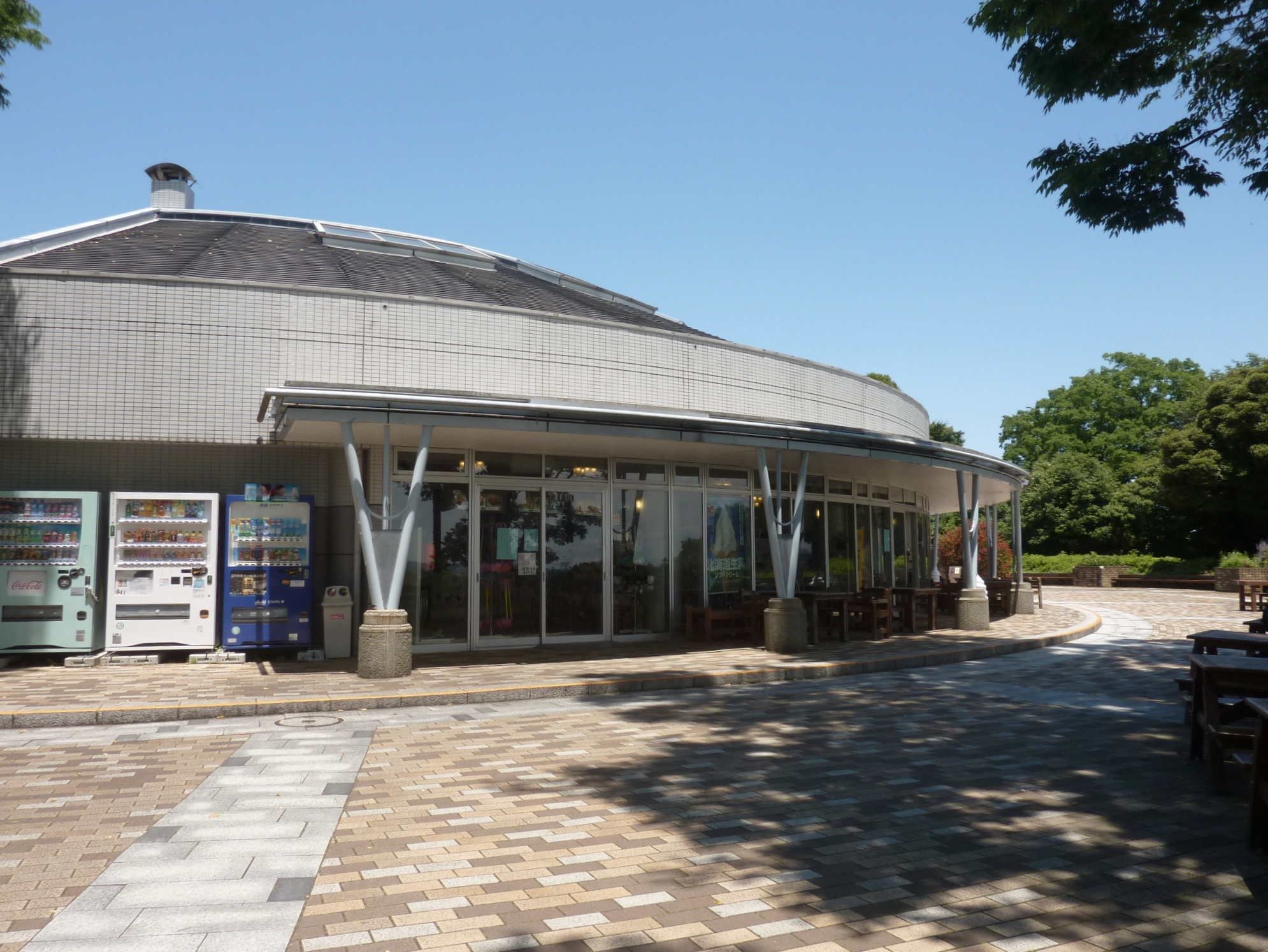
売店
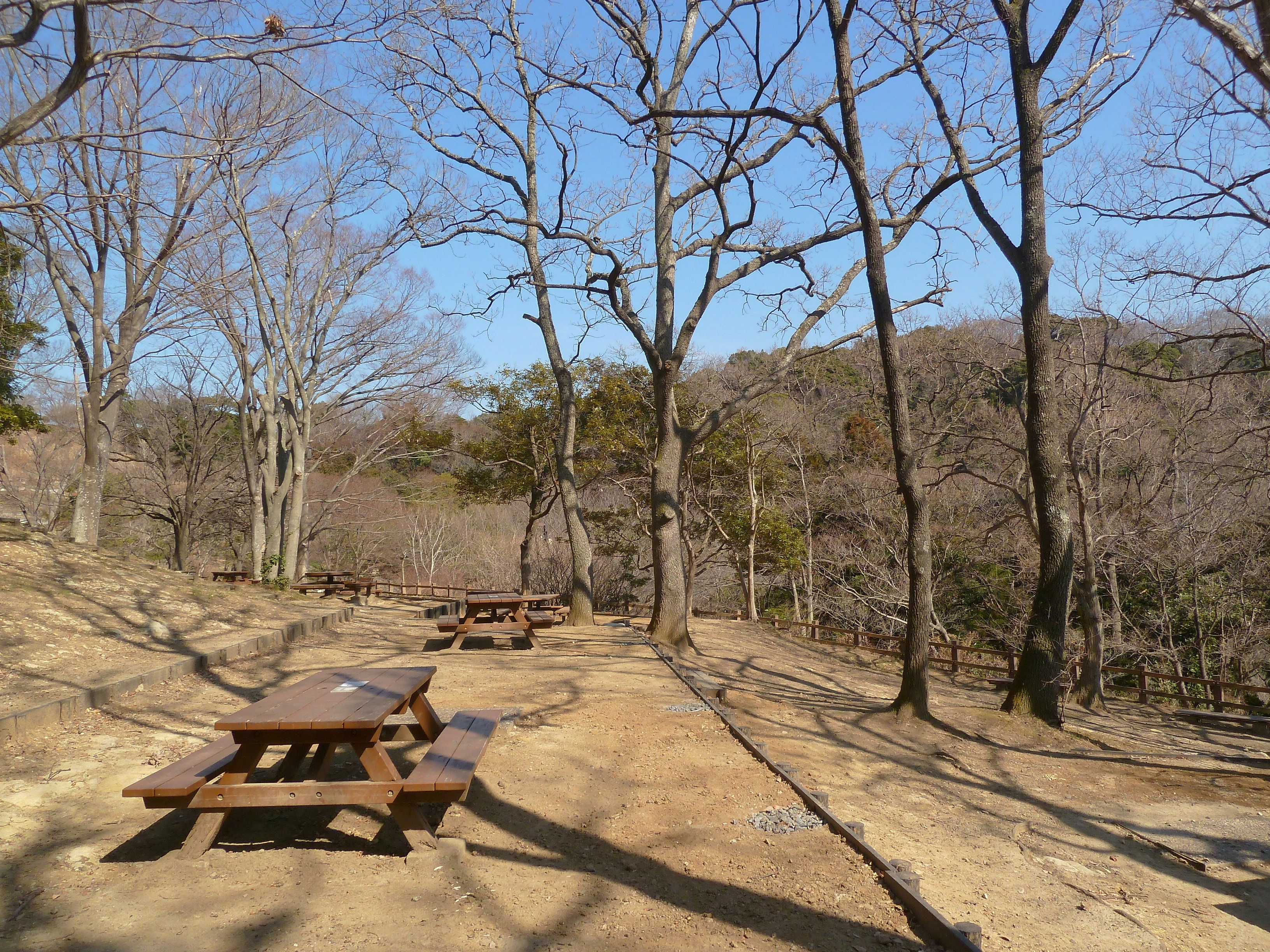
バーベキュー広場
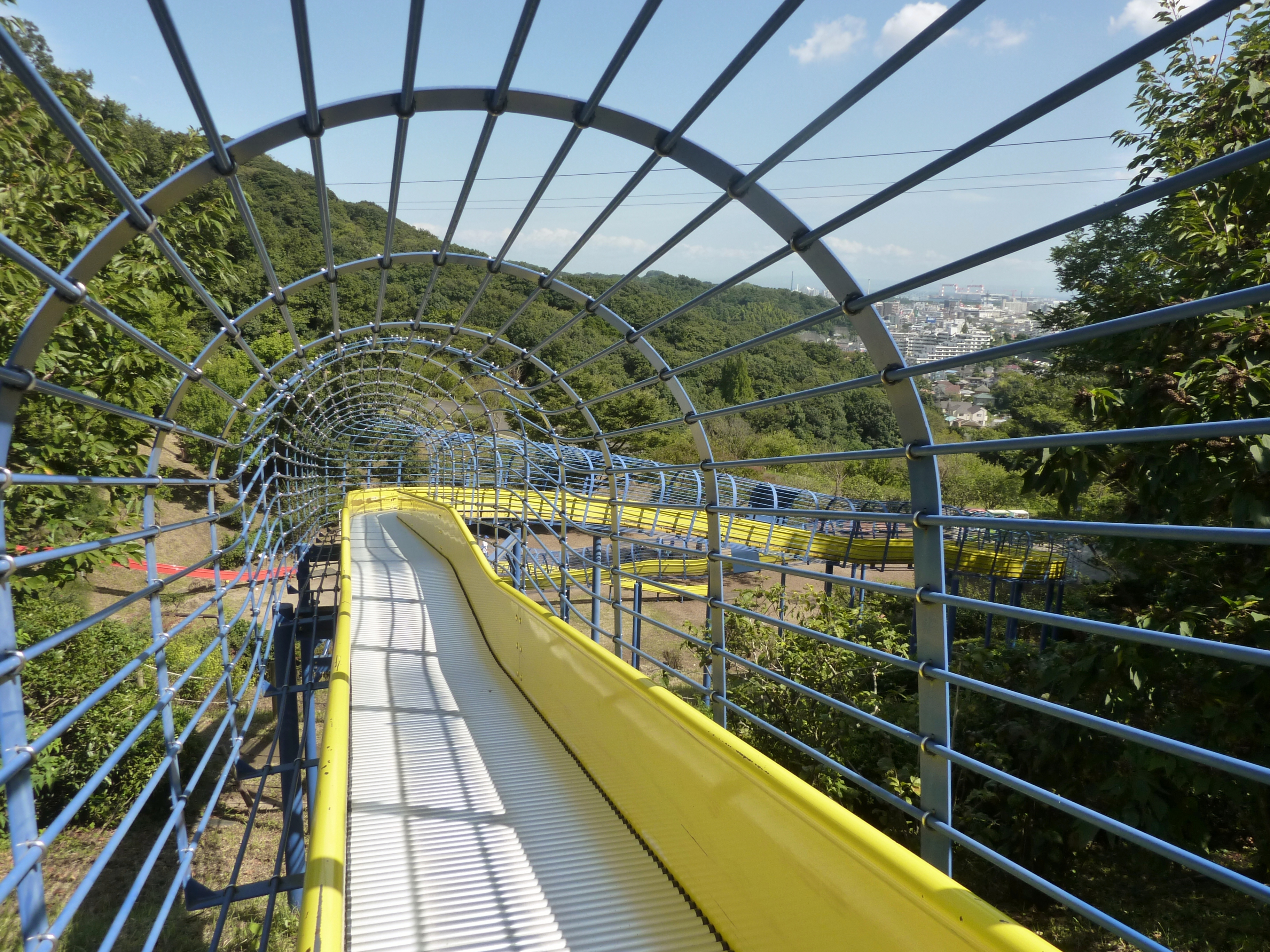
ローラーすべり台
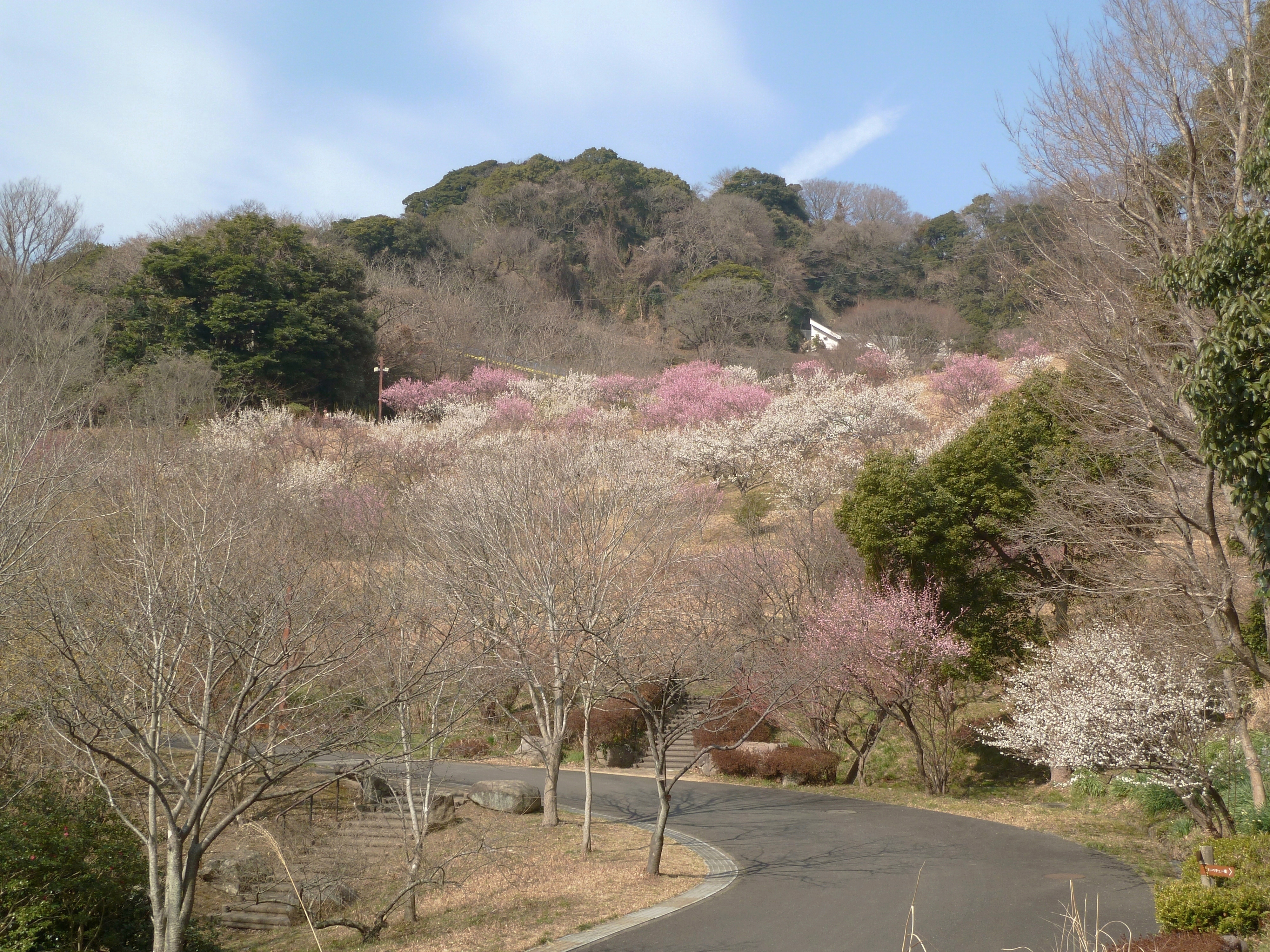
「うきうき林」の梅林
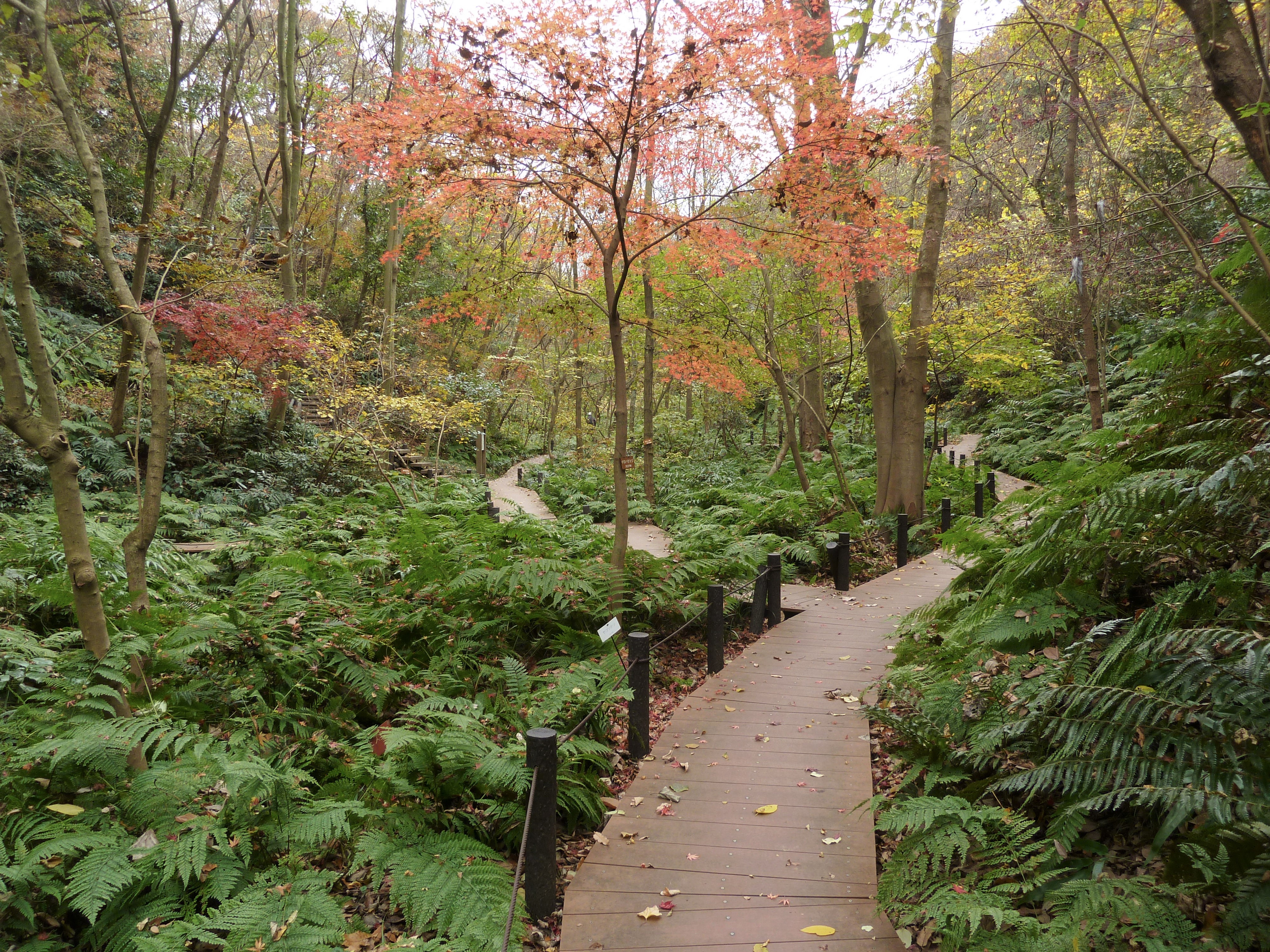
しだの谷
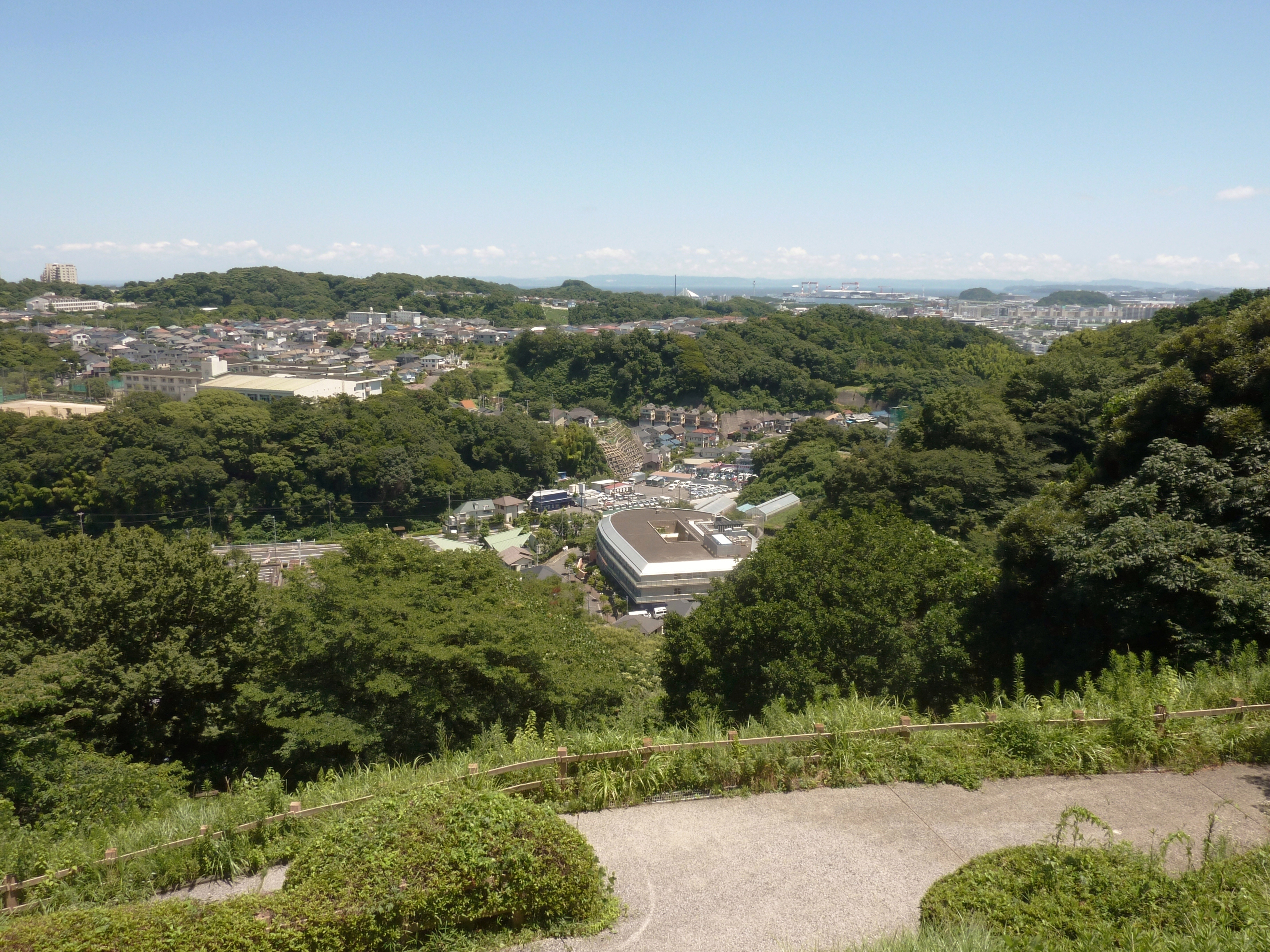
「海の見える小径」にある展望台からの眺望